# Tales of Graces
Tales of Graces (テイルズ オブ グレイセス?, Teiruzu obu Gureisesu) è il dodicesimo titolo principale della serie di videogiochi Tales of, pubblicato in Giappone per Wii il 10 dicembre 2009 e per PlayStation 3 con il titolo Tales of Graces F (テイルズ オブ グレイセス エフ?, Teiruzu obu Gureisesu Efu) il 2 dicembre 2010. La versione per PlayStation 3 è stata pubblicata in Nord America il 13 marzo 2012 e mentre in Europa il 31 agosto 2012. Nell'agosto 2024 Bandai Namco ha annunciato una versione rimasterizzata del gioco denominata Tales of Graces F Remastered per Nintendo Switch, PlayStation 5, PlayStation 4, Xbox Series X/S, Xbox One e PC tramite Steam, la quale è stata poi pubblicata il 17 gennaio 2025.
Il gioco è ambientato nel mondo di Ephinea e segue le vicende di Asbel Lhant, un ragazzo che, da piccolo, ha incontrato una ragazza senza memoria e ne ha visto la morte. Sette anni dopo, Asbel la incontra di nuovo, scoprendo che non è cambiata.
La sigla di apertura è Mamoritai ~White Wishes~ (まもりたい ～White Wishes～? lett. "Voglio proteggere ~Bianchi desideri~") interpretata da BoA.

## Trama
Asbel e Hubert trovano una ragazza senza memoria in un campo e la portano al loro villaggio, Lhant, per cercare la sua famiglia, ma, non trovandola, decidono di prendersi cura della ragazza insieme all'amica Cheria Barnes e chiamarla Sophie. Quest'ultima, però, muore per sconfiggere un mostro: scoraggiato dall'accaduto, Asbel decide di frequentare l'Accademia per diventare un cavaliere a Barona, la capitale.
Sette anni dopo, Cheria informa Asbel della morte di suo padre nel tentativo di difendere il villaggio dall'invasione di quello vicino, Fendel. Tornati a casa, i due vengono attaccati dall'esercito di Fendel, ma Sophie riappare misteriosamente e respinge il nemico.

## Personaggi
Asbel Lhant (アスベル・ラント?, Asuberu Ranto)
È il figlio maggiore e il successore di Aston Lhant, il signore di Lhant. Dopo la morte di Sophie e l'adozione di Hubert da parte degli Oswell, parte per Barona per diventare cavaliere.
Sophie (ソフィ?, Sofi)
È una ragazza senza memoria trovata da Asbel e Hubert in un campo. Durante il viaggio con i due per cercare la sua famiglia, diventa amica di Cheria e del principe Richard, ma muore nel tentativo di proteggere tutti dal mostro Lambda. Ricompare sette anni dopo; la sua vera identità è quella di Protos Heis, un umanoide fatto di particelle.
Hubert Oswell (ヒューバート･オズウェ?, Hyūbāto Ozuwe)
Il fratello minore di Asbel, da piccolo era timido, ma, dopo essere stato adottato dalla famiglia Oswell, è diventato severo e autoritario. Grazie alle sue capacità, è il generale della milizia di Strahta.
Cheria Barnes (シェリア･バーンズ?, Sheria Bānzu)
È la nipote di Frederic, il maggiordomo dei Lhant, e ha una cotta per Asbel. Da bambina era di salute cagionevole, ma viene guarita da Sophie.
Richard (リチャード?, Richādo)
Richard è il principe di Windor e fa amicizia con Asbel e Sophie dopo una visita a Lhant. Prima d'incontrare Asbel non si fida degli altri, soprattutto dello zio Cedric, che cerca in tutti i modi di ucciderlo per avere il trono. Quando suo zio lo lascia a morire, avvelenato, in un passaggio sotterraneo, Lambda gli salva la vita fondendosi con lui. Sette anni dopo, l'influenza di Lambda lo fa diventare violento e lo invita a distruggere l'umanità.
Malik Caesar (マリク・シザース?, Mariku Shizāsu)
È l'istruttore di Asbel all'Accademia per cavalieri. È molto maturo e i suoi modi da gentiluomo gli fanno avere successo con le donne.
Pascal (パスカル?, Pasukaru)
Appartiene a una tribù di persone prodigio nel campo dell'ingegneria. È iperattiva ed è affascinata dalla tecnologia, in particolare dalle origini di Sophie.
Lambda (ラムダ?, Ramuda)
È una forma di vita avanzata creata su Fodra. Essendo stato maltrattato dagli esseri umani, li odia.

## Accoglienza
| Testata                            | Versione | Giudizio |
| ---------------------------------- | -------- | -------- |
| GameRankings (media al)            | -        | 78.96%   |
| Metacritic (media al)              | -        | 77/100   |
| Electronic Gaming Monthly          | -        | 8/10     |
| Eurogamer                          | -        | 8/10     |
| Famitsū                            | Wii      | 36/40    |
| Famitsū                            | PS3      | 37/40    |
| Game Informer                      | -        | 7,75/10  |
| GameSpot                           | -        | 7/10     |
| GamesRadar                         | -        | 8/10     |
| GamesTM                            | -        | 6/10     |
| GameTrailers                       | -        | 6,7/10   |
| Joystiq                            | -        | 4,5/5    |
| Official U.S. PlayStation Magazine | -        | 7/10     |
| Play                               | -        | 77%      |

Tales of Graces ha venduto 113 000 copie alla data di lancio iniziale e le vendite hanno raggiunto quota 216 000 nel primo anno. Il gioco è stato ripubblicato sotto l'etichetta Nintendo Selects il 24 marzo 2011. Famitsū ha elogiato la profondità del gameplay, criticando però il tempo di caricamento. Il gioco è stato inserito nella lista dei più grandi giochi di tutti i tempi della testata nel 2010. Tales of Graces ha venduto oltre 200 000 copie in Giappone durante la sua prima settimana e ha superato le 300 000 un anno dopo. Tales of Graces f è stato successivamente ripubblicato sotto l'etichetta PlayStation 3 The Best il 2 agosto 2012, edizione per la quale Famitsu ha ripetuto le sue lodi al gameplay e ha lodato gli aggiornamenti grafici. Un sondaggio condotto da Dengeki Online di ASCII Media Works nel 2011 ha rivelato che Tales of Graces è al settimo posto tra i giochi che i lettori avrebbero voluto vedere adattati in un anime.
Per la localizzazione inglese di Tales of Graces f, i critici hanno elogiato il gameplay mentre l'aspetto grafico ha ricevuto recensioni contrastanti. IGN ha descritto il sistema di combattimento come "un bellissimo flusso e riflusso per ogni confronto", mentre GameSpot lo ha considerato il sistema più tecnico e robusto della serie Tales. Electronic Gaming Monthly e Joystiq hanno elogiato la profondità con quest'ultimo definendolo "una vera sfida" e non "un premere pulsanti distrattamente".Al contempo, Game Informer considerava il combattimento semplice ma divertente. I critici hanno anche commentato il sistema dell'alchimia del gioco: IGN lo ha definito "un approccio accessibile" mentre Joystiq lo ha descritto come "ingombrante" a causa del numero di oggetti disponibili. IGN, Game Informer, GamesRadar e GameTrailers hanno tutti criticato il necessario backtracking nel gioco. GameInformer, GameSpot e GameTrailers hanno criticato la piccolezza del mondo di gioco: GameTrailers in particolare ha attaccato la linearità dei percorsi, i "muri invisibili" che impediscono l'esplorazione e i dungeon "taglia e incolla".
La trama, la grafica e l'audio hanno ricevuto recensioni contrastanti. La trama e i personaggi sono stati definiti cliché da Game Informer, GameSpot e GamesRadar. Game Informer ha definito il prologo dell'infanzia monotono, ma ha apprezzato il miglioramento della storia dopo il salto temporale. GameSpot si è espresso concordemente, definendo il prologo la "parte più debole della storia di per sé" ma "punto di riferimento cruciale" che aggiunge profondità e alla fine si allontana dal cliché. GamesRadar ha condiviso la stessa opinione di GameSpot e ha elogiato la trasformazione di Richard in un cattivo. Per quanto riguarda la grafica, IGN la ha considerata obsoleta mentre Joystiq ha deplorato i movimenti a scatti. Riguardo all'audio, IGN, Game Informer e GamesRadar hanno considerato la musica deludente e il doppiaggio accettabile. IGN descrive il doppiaggio come "funzionale", sebbene alcune parti risentissero di una sceneggiatura debole. Game Informer ha confrontato le voci con quelle di un anime ben prodotto e GamesRadar le ha considerate adatte ai personaggi. Tuttavia, GameTrailers ha criticato completamente la presentazione, definendo la trama prevedibile, i personaggi poco coinvolgenti, l'illuminazione piatta, le animazioni rigide, lo scarso lip-sync, la musica dimenticabile e il doppiaggio sterile.

## Altri media

### Manga
Tales of Graces ha avuto tre adattamenti in manga: due antologie e una serie manga tradizionale. La prima antologia, Tales of Graces Comic Anthology (テイルズ オブ グレイセス コミックアンソロジー?, Teiruzu obu Gureisesu Komikku Ansorojī), è formata da tre volumi pubblicati da Ichijinsha; la seconda, Tales of Graces F Comic Anthology (テイルズ オブ グレイセス エフ コミックアンソロジー?, Teiruzu obu Gureisesu Efu Komikku Ansorojī), è un volume unico pubblicato sempre da Ichijinsha il 25 marzo 2011. Il manga, intitolato Tales of Graces F, è scritto e disegnato da Aya Megumu e pubblicato da ASCII Media Works: il primo volume è stato pubblicato il 27 ottobre 2011.

### Libri
Da Tales of Graces è stata tratta una serie di libri, intitolata Tales of Graces F - Chikai no hana (テイルズ オブ グレイセス エフ 誓いの花?, Teiruzu obu Gureisesu Efu - Chikai no hana, lett. Tales of Graces F - La promessa del fiore). I primi due volumi sono stati pubblicati da Enterbrain a febbraio e maggio 2011.

### Audio CD
Frontier Works ha pubblicato sei drama CD, mentre Avex Group la colonna sonora originale.